# Hữu Mân
Hữu Mân (giản thể: 有缗; phồn thể: 有緡) là tên 1 quốc gia bộ lạc - một nước chư hầu của nhà Hạ - từng tồn tại ở khu vực tỉnh Sơn Đông trước khi nhà Thương được thành lập, trong lịch sử nước này chỉ thấy nhắc đến trong thời kỳ Thương Thang cách mạng.

## Những dấu ấn trong lịch sử
Bấy giờ Hạ Kiệt quá bạo ngược khiến cho sinh linh đồ thán, vua Thành Thang nước Thương nghe theo lời khuyên của Y Doãn thử không triều cống nữa xem sao. Lập tức Hạ Kiệt ra lệnh cho các nước chư hầu tập trung trừng phạt Thang, Thang thấy vậy dâng biểu tạ tội và lại cống nộp như cũ nên Hạ Kiệt nghĩ là Thang đã sợ uy thiên tử cũng không chấp nhặt nữa. Nhưng trong những chư hầu kể trên thì có nước Hữu Mân không chịu nghe lệnh Hạ Kiệt mà công khai phản đối, Hạ Kiệt sau khi xuống chiếu tha tội cho Thang thì lập tức phát binh tấn công nước Hữu Mân. Người nước Hữu Mân chiến đấu ngoan cường suốt mấy năm trời làm cho quân đội thiên tử rất hao binh tổn tướng, tuy cuối cùng cũng đánh bại được nước Hữu Mân nhưng nguyên khí của nhà Hạ cũng bị suy giảm đáng kể. Cuộc chiến tranh sa lầy này làm cho lực lượng của nhà Hạ bị tổn thất nặng nề, ít lâu sau Thành Thang hội chư hầu ở Minh Điều đánh đuổi Hạ Kiệt ra Nam Sào rồi thay thế.
Không rõ sau khi nhà Thương thành lập thì nước Hữu Mân vẫn còn hay mất vì lịch sử không nói đến sự hình thành và diệt vong của nó, nhưng có thể nói việc chinh phạt nước Hữu Mân cũng là một trong những nguyên nhân làm nhà Hạ biến mất khỏi vũ đài lịch sử.